# Трапезундская митрополия
Трапезу́ндская митропо́лия (греч. Ιερά Μητρόπολη Τραπεζούντος, тур. Trabzon Metropolitliği) — одна из древнейших епархий Константинопольской православной церкви с центром в городе Трапезунде.

## История
Трапезунд был основан в 756 году до н. э. от ионийскими греками из Синопа.
Епархия существовала с 325 года и первоначально была епископией, подчинённой Неокесарийской митрополии. В VIII веке стала архиепископией, а около 840 года — митрополией. В X век митрополия имела 7 подчинённых епископии, которых к ΧΙΙ веку стало 18. После этого их число постепенно сократилось до двух в XV веке — Халдийской или Канинской. В XVII веке Трапезундской митрополии подчинялась Офискатя епархия, которая была закрыта в тот же период. В XVIII веке митрополия не имела подчинённых епископий.
В период геноцида понтийских греков (1914—1922) все церкви и монастыри митрополии были поруганы и разрушены.
Оставшееся в живых православное греческое население было переселено в Грецию по соглашению об обмене населением между Турцией и Грецией.

## Епископы
- Домн (уп. 325)
- Атарвий (уп. 451)
- Антипатр (уп. 518)
- Анфим (после 518 — 535)
- Ураний (уп. 542)
- Феодор (уп. 681)
- Христофор (уп. 787)
- Никифор (между 787 и 815)
- Афанасий Демонокаталит, св. (после 343 — ок. 886)
- Иоанн (нач. IX в.)
- Феодор (IX — X вв.)
- Василий, св. (нач. X в.)
- Феодосий (X — XI вв.)
- Георгий (X — XI вв.)
- Константин (20-е гг. XI в.)
- Иоанн (сер. XI в.)
- Лев (уп. 1054)
- Стефан Скилица (уп. 1126 — 1140)
- Михаил (уп. 1166)
- Никита (кон. XII в.)
- Давид (между 1238 — 1263)
- Варнава (1311 — 1329)
- Григорий (1332 — 1340)
- Акакий (1340 — 1351)
- Нифонт Птеригионит (1351 — 19 марта 1364)
- Иосиф Лазаропул (8 октября 1364 — 12 ноября 1367)
- Феодосий (13 декабря 1370 — 25 февраля 1388)
- Феогност (1388 — 1390)
- Феодул (уп. 16 августа 1393)
- Иларион (уп. 1394)
- Антоний (9 мая 1395 — 1401)
- Симеон (уп. 1402)
- Феодул (1403 — 1408)
- Досифей (25 марта 1415 — 13 ноября 1422)
- Феодосий (ок. 1436/1437)
- Дорофей (уп. 1437 — 15 мая 1440)
- Парфений (марта 1798—1830)
- Константий (июль 1830 — апрель 1879)
- Григорий (Калидис) (12 мая 1879 — 22 декабря 1884)
- Григорий (Продрому) (29 декабря 1884 — 17 мая 1888)
- Филарет (Вафидис) (14 мая 1888 — 10 октября 1889)
- Гавриил (Ятрудакис) (10 октября 1889 — 23 апреля 1893)
- Константий (Карадзопулос) (29 апреля 1893 — 18 июня 1906)
- Константин (Арапоглу) (29 июня 1906 — 2 апреля 1913)
- Хрисанф (Филипидис) (26 мая 1913 — 10 февраля 1922)